# Vertikal integration

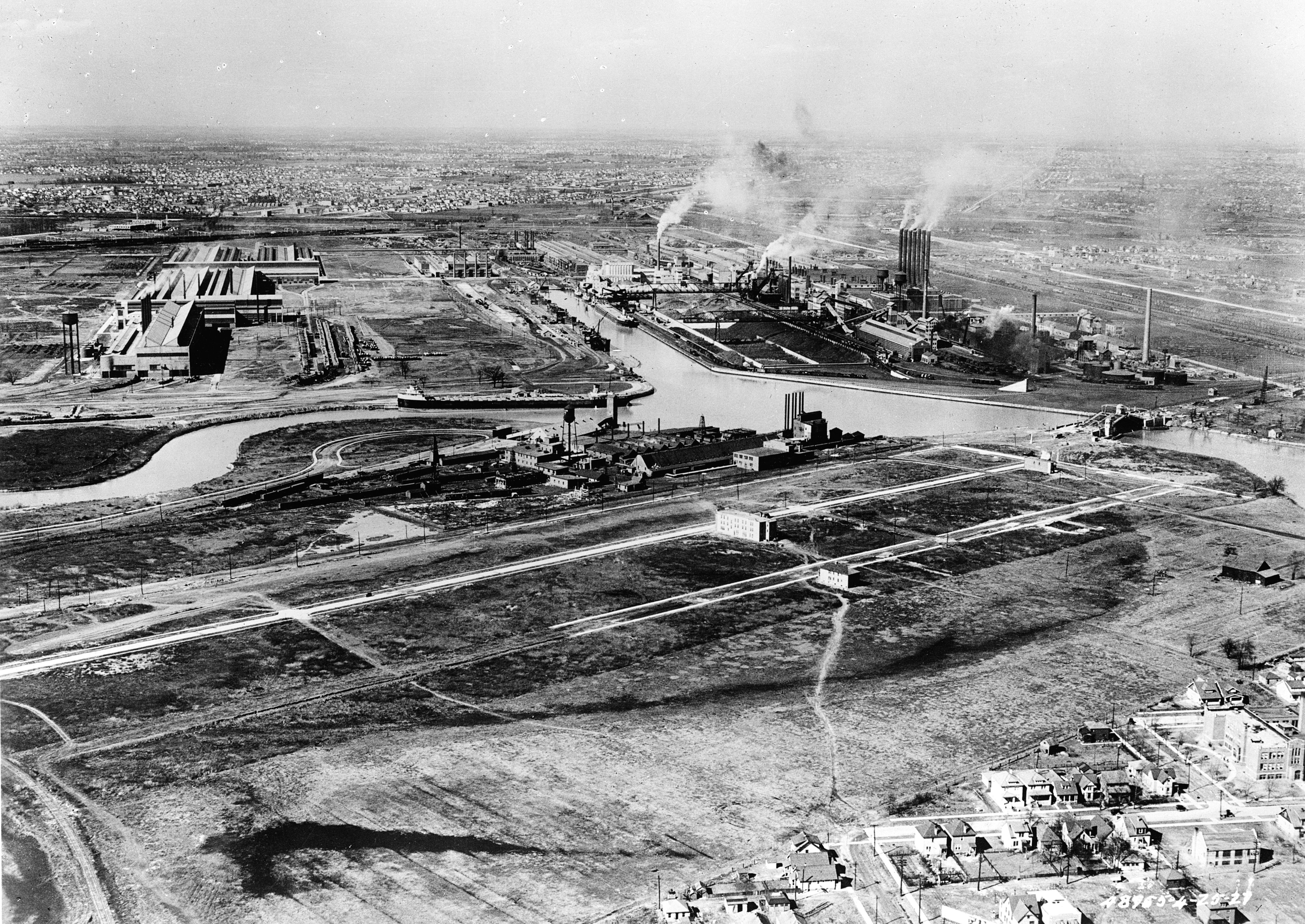
Ford River Rouge Complex, fabrikskomplex i Dearborn, Michigan (1927)

Vertikal integration innebär att företag integrerar in delar av produktionsprocessen i koncernen som tidigare hanterats av externa underleverantörer och distributionskanaler.
Till exempel kan det innebära att en mjölproducent köper upp veteodlingar, och på så sätt tar in kontrollen över den råvara som är nödvändig för kärnföretagets produktion in i det egna företaget (uppströmsriktad vertikal integration). Det kan också innebära att mjölproducenten köper upp ett bageri, som raffinerar kärnföretagets produkter ytterligare (genom att baka saker av mjölet) och dessutom säljer det till slutkonsumenten. På så sätt tar kärnföretaget in kontrollen över den distribution som är nödvändig för kärnföretagets produktion in i det egna företaget (nedströmsriktad vertikal integration). Att efter principen från ax till limpa kombinera uppströms- och nedströmsriktad vertikal integration kallas ”balanserad vertikal integration”. Andra exempel kan vara klädföretag som äger allt från bomullsplantager till textilfabriker till klädbutiker, eller oljeföretag som äger oljeplattformar, raffinaderier, supertankers och bensinmackar.

## Historik
Bilindustrin gick i början i bräschen för olika former av utveckling, till exempel det löpande bandet och olika organisatoriska innovationer. Många framsteg inom produktionen hade varit omöjliga om det inte var för de nya sorters företag som utvecklades under mellankrigstiden.
Även före bilindustrins intåg fanns det stora företag och stora fabriker, som sysslade med till exempel textiltillverkning. Biltillverkarna upptäckte dock snart att den tidigare produktionsmodellen inte fungerade fullt lika bra för deras del. Tidigare företag hade i regel köpt någonting, raffinerat det och sålt det vidare, men för att tillverka en bil behöver man hundratals eller till och med tusentals delar. Dessa delar var dessutom ofta specifika för varje bilmodell, så det fanns inte någon bred marknad för dem. Följaktligen fann sig biltillverkarna och bildelstillverkarna i ett ömsesidigt beroende, där motpartens stabilitet var kritisk. Inget utrymme fanns för misslyckande. Därtill innebar varje deltillverkares specialisering på en unik komponent ett monopol på just den komponenten, en prekär situation för köparen.
Det vertikalt integrerade företaget var lösning på detta problem, och det insåg Henry Ford. Under första världskriget byggde Ford ett vertikalt integrerat produktionskomplex som vid sin höjdpunkt sysselsatte 120 000 anställda. Järn och kol anlände via Ford-ägda båtar från Ford-ägda gruvor, gummi importerades från Ford-ägda plantager, trä skördades i Ford-ägda skogar, och i andra änden av världens längsta löpande band kom det ut bilar. Konceptet, tillsammans med andra organisatoriska innovationer, anammades av en lång rad företag och kom att prägla och definiera starten på en era av massproduktion i tidigare otänkbar skala. På randen till andra världskriget dominerades alla större industrialiserade ekonomier av enorma, vertikalt integrerade, bolag.

## Fördelar och nackdelar
Att ha flera länkar i produktionskedjan inom samma företag innebär en rad fördelar och nackdelar, både för företaget självt och för det omgivande samhället.
Framförallt innebär vertikal integration att man slipper lita på externa aktörer för att hantera viktiga faktorer, likt synsättet att om något skall göras ordentligt är det bäst att man gör det själv, så att man slipper obehagliga överraskningar som t.ex. en viktig underleverantör som plötsligt går i konkurs. Vidare innebär det en betydande minskning av transaktionskostnaderna, det vill säga de kostnader som tillkommer när en vara skall byta ägare, som pris skall förhandlas, beställning skall läggas, kontrakt skall skrivas, varor skall transporteras och så vidare.
Därtill skall såklart varje sådan transaktion innebära en vinst för den säljande parten och om det är fler som skall dela på profit-kakan blir ens egen bit mindre. I och med att man kontrollerar flera länkar i produktionskedjan och inte är bunden av kontrakt med andra aktörer kan man dessutom snabbt justera produktionen för att synkronisera tillgång med efterfrågan. Har man varit först med alla dessa fördelar har man dessutom möjlighet att monopolisera marknaden genom att underbjuda konkurrenter.
Den stora nackdelen med en vertikalt integrerad produktionskedja är den rigiditet som, samtidigt som den är en fördel (inga obehagliga överraskningar), medför en dramatisk minskning i organisationens handlingsutrymme och flexibilitet, framförallt eftersom det vertikalt integrerade företaget inte snabbt kan ställa om sin produktion från en produkt till en annan.
Ponera att ett bilföretag har tröttnat på ett däckföretags slarvanden och förseningar och helt enkelt köpt upp det för att integrera det i den egna organisationen, så långt syns bara fördelar. Men nu dyker det upp ett nytt däckföretag på marknaden, som uppfunnit en ny betydande fördel med deras däck och vårt bilföretag sitter nu i en besvärlig sits. I stället för att bara sluta köpa däck från den tidigare däckleverantören och börja köpa däck från den nya däckleverantören så måste bilföretaget antingen ställa om produktionen i det uppköpta däckföretaget eller avveckla det helt och återgå till att lita till en extern underleverantör för däckleveranser.
En annan nackdel för det vertikalt integrerade företaget är större sårbarhet gentemot arbetares krav. Vertikalt integrerade företag innebär stora företag med tydliga ägandeförhållanden. Det innebär en samhällelig fördel och trygghet för de anställda (samt deras omgivning), eftersom stora företag inte rubbas fullt lika lätt av konjunktursvängningar och andra dylika icke-fördelaktiga situationer.
Det innebär dock en företagsmässig nackdel eftersom tydliga ägandeförhållanden innebär tydliga ansvarsförhållanden, vilket leder till exempel till att arbetare i det integrerade däckföretaget kan rikta fackliga krav till den högsta ledningen, men i det fristående däckföretaget kan ledningen helt enkelt hänvisa till bilföretagets ovilja att betala mer för däcken. En strejk i det integrerade däckföretaget måste bilföretaget hantera, men om en strejk stör produktionen i det fristående däckföretaget kan bilföretaget helt sonika byta däckleverantör.
Ett stort vertikalt integrerat företag innebär mer eller mindre att ledningen tvingas hantera en småskalig kommandoekonomi, inklusive många av de problem som vanligtvis associeras med östeuropas forna planekonomier. Det är egentligen en annan variant av rigiditeten som nackdel då stelheten innebär inte bara som tidigare nämnt att företaget har svårt att ställa om produktionen när nya teknologier kommer in på marknaden, det innebär också att företaget i större utsträckning än tidigare har svårt att hantera fluktuationer i efterfrågan då de har en produktionsapparat som producerar så och så många bilar per dag och inte mer (och ej heller mindre, såvida man inte går på underkapacitet), i stället för att vid behov kunna justera orderstorlekar, antal olika underleverantörer, och så vidare.

## I dag
1900-talets kolossala industriella giganter finns kvar än idag, om än i lite annan tappning. De senaste decennierna har man kunnat observera en outsourcingstrend, det vill säga att man istället för att husera någonting inom företaget köper in detsamma från en extern leverantör. Outsourcing innebär dock egentligen inte ett avsteg från doktrinen om vertikal integration, eftersom det som outsourcas oftast är sådant som inte hör till kärnverksamheten.
Till och med inom klädbranschen, som eftersom produkterna är generiska och lättproducerade inte behövts integreras vertikalt i samma utsträckning som mer komponentintensiva branscher som bilindustrin, går på vissa håll trenden mot ökad vertikal integration. Sunt förnuft säger att för att överleva som storföretag inom klädbranschen måste produktionen förläggas till länder där produktionen är billig, dvs. Asien, men det amerikanska t-shirtföretaget American Apparel har istället öppnat sina fabriker i centrala Los Angeles och betalar sina arbetare en relativt hög lön. De företag som specialiserar sig på mode måste vara otroligt känsliga för skiftningar i efterfrågan, och har därför också i allt högre utsträckning ägnat sig åt vertikal integration för att slippa de tidsfördröjningar som marknadstransaktioner innebär.
Likväl finns det de som säger att trenden mot vertikal integration är på väg att brytas eller rent av redan är bruten. Att disintegrera den vertikala integrationen till fördel för marknadstransaktioner medför ökad specialisering, mer intensiv forskning och utveckling, och överlag rationellare produktion. Den tidigare fällan, där ett dödläge skapades mellan underleverantör och huvudproducent eftersom de var kritiskt beroende av varandra, är i mångt och mycket undanröjd tack vare större marknader, mer standardisering, och mer flexibilitet.